# Lechytia serrulata
Lechytia serrulata är en spindeldjursart som beskrevs av Beier 1955. Lechytia serrulata ingår i släktet Lechytia och familjen Lechytiidae. Inga underarter finns listade i Catalogue of Life.